# Gestreifter Kiefern-Zwergmarienkäfer
Der Gestreifte Kiefern-Zwergmarienkäfer (Scymnus suturalis) ist ein Käfer aus der Familie der Marienkäfer, Tribus Scymnini. Die Art wird innerhalb der Gattung Scymnus der Untergattung Pullus zugeordnet.

## Merkmale

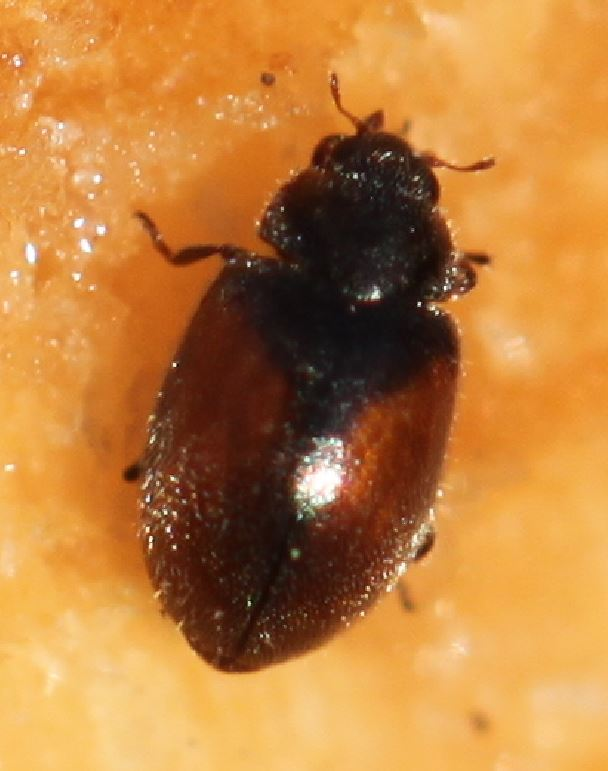
Dorsalansicht

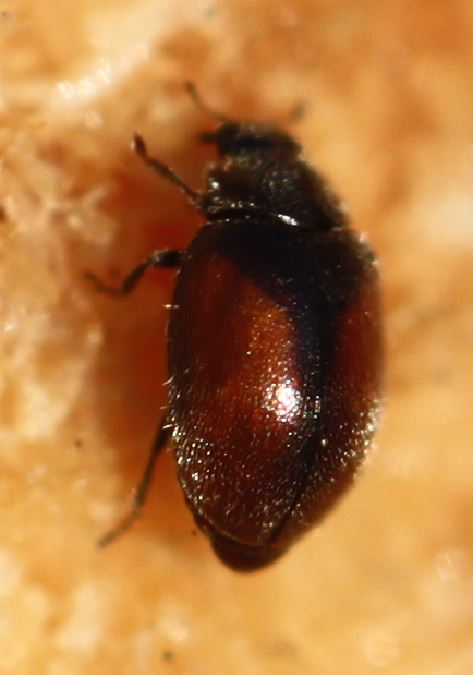
Seitenansicht

Zur Tribus Scymnini gehören die kleinsten Marienkäfer. Der Gestreifte Kiefern-Zwergmarienkäfer erreicht eine Länge von nur 1,8–2,5 Millimetern. Sein Körper ist länglich oval und grob behaart. Er besitzt eine schwarze Grundfarbe. Die Elytren sind hell rotbraun gefärbt und weisen einen mehr oder weniger deutlichen Basalfleck auf, der sich vom Scutellum entlang der Flügeldeckennaht nach hinten ausdehnt. Außerdem weisen die Flügeldecken eine klar erkennbare Schulterbeule auf.

## Vorkommen
Die Art ist in der Paläarktis heimisch und weit verbreitet. Ihr Vorkommen reicht im Norden Europas bis zur russischen Insel Nowaja Semlja, im Süden bis nach Nordafrika. Anfang des 20. Jahrhunderts wurde Scymnus suturalis erstmals im östlichen Nordamerika nachgewiesen. 1961 wurde eine in Deutschland stammende Käferpopulation in Michigan zur Bekämpfung der Pflanzenlaus Adelges tsuga, ein Schädling der Hemlocktanne, angesiedelt.

## Lebensweise
Die adulten Käfer beobachtet man meist zwischen April und Oktober. Man findet die Käfer an verschiedenen Nadelhölzern, insbesondere an Kiefern (Pinus). Dabei bevorzugen sie Jungpflanzen sowie Bäume in Waldrandlage oder an Lichtungen. Die Käfer ernähren sich von Blattläusen der Familie Adelgidae sowie von Chionaspis salicis, einem Vertreter der Deckelschildläuse.

## Taxonomie
In der Literatur finden sich folgende Synonyme:
- Coccinella pusillus O.F. Müller, 1776
- Scymnus (Pullus) pilosus Herbst, 1797
- Coccinella discoideus Illiger, 1798
- Byrrhus pini Marsham, 1802
- Coccinella plagiatus Beck, 1817
- Scymnus (Pullus) atriceps Stephens, 1832
- Scymnus (Pullus) quercus Mulsant, 1850